# Метод валентних зв'язків
Мéтод валéнтних зв'язкíв, або метод валентних схем (англ. VB method, рос. метод ВС), — це метод наближеного розв'язання електронного рівняння Шредінгера для багатоелектронних молекулярних систем. Ґрунтується на уявленні про усуспільнення електронної пари двома атомами.

## Загальний опис
Фізична ідея методу полягає в тому, що хвильова функція молекули виражається через хвильові функції атомів, які складають цю молекулу. Хімічний зв'язок між двома атомами утворюється внаслідок спаровування спіну їхніх валентних електронів, тобто утворення електронної пари, усуспільненої цими атомами. Так отримує підґрунтя одне з основних положень теорії валентності: валентність атома дорівнює кількості неспарованих електронів у його зовнішній (валентній) електронній оболонці. Ця кількість може змінюватися залежно від стану атома. Поглинання атомом невеликої, порівняно з енергією хімічного зв'язку, кількості енергії може призвести до збудження атома, розриву електронної пари та збільшення кількості неспарованих електронів на 2.
В основі методу лежать уявлення про двоцентрові хімічні зв'язки між атомами: хімічний ковалентний зв'язок утворюється за рахунок спарювання двох електронів з протилежними спінами, електронна структура остовів атомів залишається при цьому незмінною. Кожний двохелектронний зв'язок зображається короткою лінією, а електронна структура молекули виглядає як набір різних валентних схем.

## Математичні основи
Кожній валентній рисці, зображеній у структурній формулі молекули чи іона, відповідає двоелектронна функція валентного зв'язку {\displaystyle X_{\text{AB}}(1,2)}; тут для скорочення запису цифра 1 позначає набір координат першого електрона, складений із 4-х змінних: три просторові і одна спінова, {\displaystyle \{{\overrightarrow {r_{1}}},s_{1}\}}. Ця функція представляється як добуток просторової Φ та спінової σ частин:
{\displaystyle X_{\text{AB}}(1,2)=\Phi ({\overrightarrow {r_{1}}},{\overrightarrow {r_{2}}})\cdot \sigma (s_{1},s_{2})}
Важливо, що спіни електронів спаровуються: спінова функція σ описує синглетний стан пари електронів і тому є антисиметричною стосовно перестановки спінових координат електронів. Тоді координатна частина має бути симетричною до перестановки координат електронів. Саме в такому вигляді Гайтлер і Лондон вперше запропонували хвильову функцію молекули водню:
{\displaystyle \Phi _{\text{AB}}({\overrightarrow {r_{1}}},{\overrightarrow {r_{2}}})={\frac {1}{\sqrt {2+2S_{\text{AB}}^{2}}}}\left[\chi _{\text{A}}({\overrightarrow {r_{1}}})\cdot \chi _{\text{B}}({\overrightarrow {r_{2}}})+\chi _{\text{B}}({\overrightarrow {r_{1}}})\cdot \chi _{\text{A}}({\overrightarrow {r_{2}}})\right]}
{\displaystyle \sigma (s_{1},s_{2})={\frac {1}{\sqrt {2}}}\left(\alpha (s_{1})\beta (s_{2})-\beta (s_{1})\alpha (s_{2})\right)}
Тут {\displaystyle \chi _{\text{A}}}, {\displaystyle \chi _{\text{B}}} — просторові частини атомних орбіталей, які належать ядрам A та B; {\displaystyle \alpha }, {\displaystyle \beta } — спінові функції, що відповідають орієнтації спіну вгору та вниз відповідно; {\displaystyle S_{\text{AB}}} — т. зв. інтеграл перекриття:
{\displaystyle S_{\text{AB}}=\int {\,\chi _{\text{A}}({\overrightarrow {r}})\chi _{\text{B}}({\overrightarrow {r}})\,d{\overrightarrow {r}}}}

## Валентні схеми
Для складніших молекул багатоелектронну хвильову функцію представляють у вигляді антисиметризованого добутку двоелектронних функцій таких типів:
- {\displaystyle X_{\text{AB}}(1,2)} для кожної електронної пари, що утворює ковалентний зв'язок,
- які описують стан електронів внутрішніх (цілком заповнених) оболонок,
- які описують стан електронних пар, що повністю належать одному атому (неподілених електронних пар).

Якщо в частинки є неспаровані електрони, цей добуток доповнюється одноелектронними множниками, що описують стани цих електронів.
Математично заданий в такий спосіб розподіл електронів однозначно відповідає певному розміщенню валентних штрихів та точок у структурній формулі молекули. Це розміщення називають валентною схемою. Такий підхід до побудови молекулярної хвильової функції називають наближенням ідеального спаровування або наближенням локалізованих електронних пар. Електронні пари співвідносять із певними атомами (або з одним — неподілені, або з двома — зв'язуючі) і, відповідно до ідеї Гайтлера–Лондона, їхній стан описують атомними орбіталями. Електронна енергія системи буде найнижчою (а енергія зв'язку найвищою) при максимальному перекритті {\displaystyle S_{\text{AB}}} атомних орбіталей, які утворюють кожну функцію зв'язку {\displaystyle X_{\text{AB}}(1,2)}. Так в методі валентних зв'язків природним чином виникають поняття спрямованої валентності та гібридизації атомних орбіталей.

## Комбінації валентних схем
Подальше уточнення опису молекулярних систем досягається використанням лінійних комбінацій хвильових функцій декількох валентних схем. Саме такий підхід і прийнято називати методом валентних схем. Оптимальні коефіцієнти такої комбінації визначають за допомогою варіаційного методу з умови мінімуму енергії. До комбінації зазвичай включають такі найважливіші валентні схеми:
- кекулевські: ковалентні з максимально можливою кількістю зв'язків між сусідніми атомами;
- дьюарівські: ковалентні з подовженими зв'язками, які утворені формальним спаровуванням електронів, що належать несусіднім атомам;
- іонні, в яких електрон (або декілька електронів) повністю перенесено від одного атома до іншого.

Це дає можливість розглядати теорію валентних зв'язків як математичне обґрунтування теорії резонансу.
Послідовне збільшення кількості базисних атомних орбіталей та включення до розрахунку все більшої кількості валентних схем покращує отримане рішення рівняння Шредингера аж до точного.

### Діаграми Румера

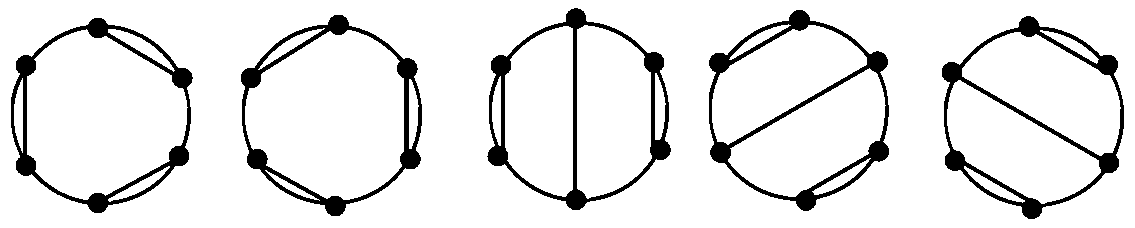
Діаграми Румера для π-системи бензену, які містять 3 усуспільнені електронні пари. Перша та друга кекулевського типу, три інші — дьюарівського. Внесок іонних діаграм помітно нижчий, їх не наведено.

Один із простих способів упорядкування валентних схем при вичерпній їхній побудові дають т. зв. правила Румера: кожній атомній орбіталі, зайнятій одним електроном, ставлять у відповідність точку на колі, кожному спаровуванню електронів — пряму лінію, яка з'єднує дві такі точки. Такий малюнок називають діаграмою Румера. Пізніше було запропоновано вказувати напрямок цієї лінії стрілочкою, що дає можливість однозначно відобразити на діаграмі спінову функцію σ. При побудові повної хвильової функції молекули враховують лише такі діаграми, лінії на яких не перетинаються.

## Переваги й вади
Переваги:
- наочність якісного опису тих молекул, яким притаманні локалізовані зв'язки
- пряма аналогія між валентними схемами і структурними формулами
- можливість пояснення багатьох емпіричних адитивних закономірностей в хімії

Основною вадою методу валентних зв'язків вважається складніший математичний апарат, порівняно із методом молекулярних орбіталей.